# Wołkowyski
Wołkowyski – polski herb szlachecki.

## Opis herbu
Opis z wykorzystaniem zasad blazonowania, zaproponowanych przez Alfreda Znamierowskiego:
W polu czerwonym wręby na opak, nad którymi dwa półksiężyce barkami do siebie.
Klejnot nieznany.
W wieku XVI, z którego pochodzą pierwsze wzmianki o herbie, nie znano jego barw. Rekonstrukcja pochodzi od Tadeusza Gajla, który posiłkował się Uzupełnieniami do Księgi Herbowej Rodów Polskich.

## Najwcześniejsze wzmianki
Pieczęć M. Wołkowyskiego z 1565 roku.

## Herbowni
Herb ten był herbem własnym, więc przysługiwał tylko jednemu rodowi herbownych:
Wołkowyski.